# Campagna (Kampanien)
Campagna ist eine italienische Gemeinde (comune) mit 16.834 Einwohnern (Stand 31. Dezember 2023) in der Provinz Salerno, Region Kampanien. Sie ist Bestandteil der Comunità Montana Tanagro - Alto e Medio Sele.

## Geografie

### Nachbargemeinden
Die Nachbargemeinden sind Acerno, Contursi Terme, Eboli, Olevano sul Tusciano, Oliveto Citra, Postiglione, Senerchia (AV) und Serre.

### Ortsteile
Ortsteile (frazioni) sind: Camaldoli, Galdo, Mattinelle, Puglietta, Quadrivio, Romandola-Madonna del Ponte, Santa Maria La Nova und Serradarce.

## Geschichte

### Campo di concentramento
Nach dem Kriegseintritt Italiens im Juni 1940 errichtete das faschistische Regime in Campagna ein Internierungslager (campo di concentramento). Die Internierten waren in zwei ehemaligen Klöstern untergebracht, dem Convento di San Bartolomeo und dem Convento dell’Immacolata Concezione, die für hunderte von Internierten Platz boten. Das erste Kloster befand sich in gutem baulichem Zustand, während das zweite Kloster einsturzgefährdet war und so viele Mängel aufwies, dass die dort lebenden Internierten schließlich nach San Bartolomeo verlegt wurden.
Im Kloster San Bartolomeo waren die Zustände durch Überbelegung, prekäre hygienisch-sanitäre Verhältnisse, Wassermangel und dem Fehlen jeglicher Heizmöglichkeit im Winter geprägt. Im August 1940 starben zwei Internierte an Typhus.
Die ersten Internierten waren italienische Juden und feindliche Ausländer. Später kamen immer mehr Juden aus Deutschland, Österreich, Polen und aus Fiume, ferner tschechoslowakische und jugoslawische Juden. Im Juli 1940 befanden sich 369 Internierte in Campagna; im April 1942 waren es 115, im August 1943 148.
Mit Unterstützung der jüdischen Wohlfahrtsorganisation DELASEM (Delegazione per l'Assistenza degli Emigranti Ebrei) wurden kulturelle Aktivitäten angeregt und gefördert: so entstanden ein kleines Orchester und eine Bibliothek, in einem Raum wurde eine kleine Synagoge errichtet; Fußballturniere fanden statt.
Die Internierten kamen erst im September 1943 frei. Nach der Befreiung von Campagna am 19. September 1943 wurde im Kloster San Bartolomeo ein Flüchtlingslager unter Leitung des alliierten Unterausschusses für Displaced Persons errichtet.

### Erdbeben
Vom Erdbeben in der Irpinia 1980 wurde auch Campagna schwer getroffen.

### Bistum
Bis 30. September 1986 war Campagna Bischofsstadt. Zu diesem Datum wurde das Bistum Campagna in das Erzbistum Salerno-Acerno eingegliedert, das dann Erzbistum Salerno-Campagna-Acerno hieß. Die einstige Kathedrale Basilica di Santa Maria della Pace wurde zur Konkathedrale.

## Persönlichkeiten
- Marco Berra (1784–1853), in Prag wirkender Musikverleger, ist in Campagna geboren.